# 鄭人逵
鄭人逵（1539年—1598年），字克漸，號慕塘，福建福州府閩縣人，民籍，明朝政治人物。

## 生平
隆庆元年（1567年）丁卯科福建鄉試第六十六名舉人。隆慶五年（1571年）中式辛未科會試第三百八十二名，三甲第二百四十二名進士。通政司觀政，授儀真知縣，六年调任如皋县，萬曆六年（1578年）升南京户部主事，九年历官户部郎中，十一年二月升廣東佥事，十五年三月升贵州右参议，十七年遷四川副使，二十一年正月升广东左参政、分守岭南，二十五年四月升雲南按察使，二十六年卒。

## 家族
曾祖鄭仕祿；祖父鄭珂；父鄭天秩，母林氏；前母林氏。永感下。兄人達。弟鄭人和（贡士）、人穆、人運、人龍、人鳳、人麟。